# AS90
Die AS90 ist eine britische 155-mm-Panzerhaubitze, die 1993 bei der British Army eingeführt wurde.

## Geschichte
Als 1986 das trinationale Projekt Panzerhaubitze 70 (britische Bezeichnung SP70) mit der Beteiligung der westeuropäischen Staaten Großbritannien, Deutschland und Italien scheiterte, suchte das Verteidigungsministerium des Vereinigten Königreichs eine Alternative. Als Hersteller wurde BAE Systems Land Systems gefunden. 179 AS90 wurden von 1993 bis 1995 an die British Army ausgeliefert. Dort ersetzten sie die Panzerhaubitzen des Typs FV433 Abbot und M109 sowie die gezogene Feldhaubitze FH70. Im Jahr 1999 wurde Marconi Electronic Systems beauftragt, die AS-90 der britischen Armee aufzurüsten und mit einer 52-Kaliber-Kanone auszustatten, um die Reichweite zu erhöhen. Entscheidend für das Programm war ein bimodulares Ladesystem von Somchem aus Südafrika (ausgewählt nach umfangreichen Tests mit Munition vieler Anbieter), das den Laufverschleiß stark reduzierte. Diese Munition erfüllte jedoch nicht die Anforderungen an unempfindliche Munition und das Projekt wurde abgebrochen. Die AS-90 blieb im Dienst, es wurden drei Feldregimenter mit ihr ausgerüstet, die Panzergrenadierbrigaden unterstützten. Im Jahr 2008 waren 134 AS-90 im Einsatz, bis 2015 reduzierte sich die Zahl auf 117. In den Jahren 2008 und 2009 wurde im Rahmen eines Programms zur Leistungssteigerung vor allem die elektronischen Systeme der AS-90 verbessert.
Im Januar 2023 schickte der britische Premierminister Rishi Sunak aus Großbritannien 14 Challenger-2 und 30 AS-90 an die Ukraine zur Unterstützung im russisch-ukrainischen Krieg. Der geplante Termin für die Außerdienststellung der AS-90 wurde von für 2030 auf 2032 verschoben. Die Indienststellung eines Ersatzes ist für 2029 geplant. Um die durch die Spende entstandene Lücke in der Artillerie der britischen Armee zu schließen, kündigte die britische Regierung im März 2023 den Kauf von 14 Archer-Artilleriesystemen an; der Deal wurde im Rahmen des Beschaffungsprozesses für dringende Betriebsanforderungen in nur acht Wochen ausgehandelt und ab 2024 ausgeliefert.  2025 wurde bekannt, dass entgegen früherer Pläne, alle verbleibenden britischen AS90 an die Ukraine ausgeliefert wurden; bereits im. April 2024 hatte die britische Regierung bekannt gegeben, dass die AS-90 durch die RCH 155 ersetzt wird.

## Technische Daten
Die Motorisierung besteht aus einem VTA903T-V8-Dieselmotor von Cummins mit einer Leistung von 490 kW (660 PS). Die AS90 ist zudem mit einem Zusatzmotor ausgestattet, der das Fahrzeug mit Strom versorgt, wenn der Hauptmotor abgeschaltet ist.
Für die L31-Kanonenhaubitze mit 39 Kaliberlängen sind im Fahrzeug 48 Geschosse und dazugehörige Treibladungen untergebracht. Mit der Standard-Sprenggranate L15 wird eine Schussdistanz von 24,7 km erreicht. Mit der M549-Sprenggranate mit Raketenantrieb liegt die maximale Schussdistanz bei rund 30 km.
- Kaliber 155 mm
- Munitionsvorrat: 48 Geschosse + Treibladungen
- maximale Feuerreichweite: 24,7 bis 30 km
- Kadenz: 6 Geschosse pro Minute
- Höhenrichtbereich: −5° bis +70°
- Seitenrichtbereich: 360°

## Varianten

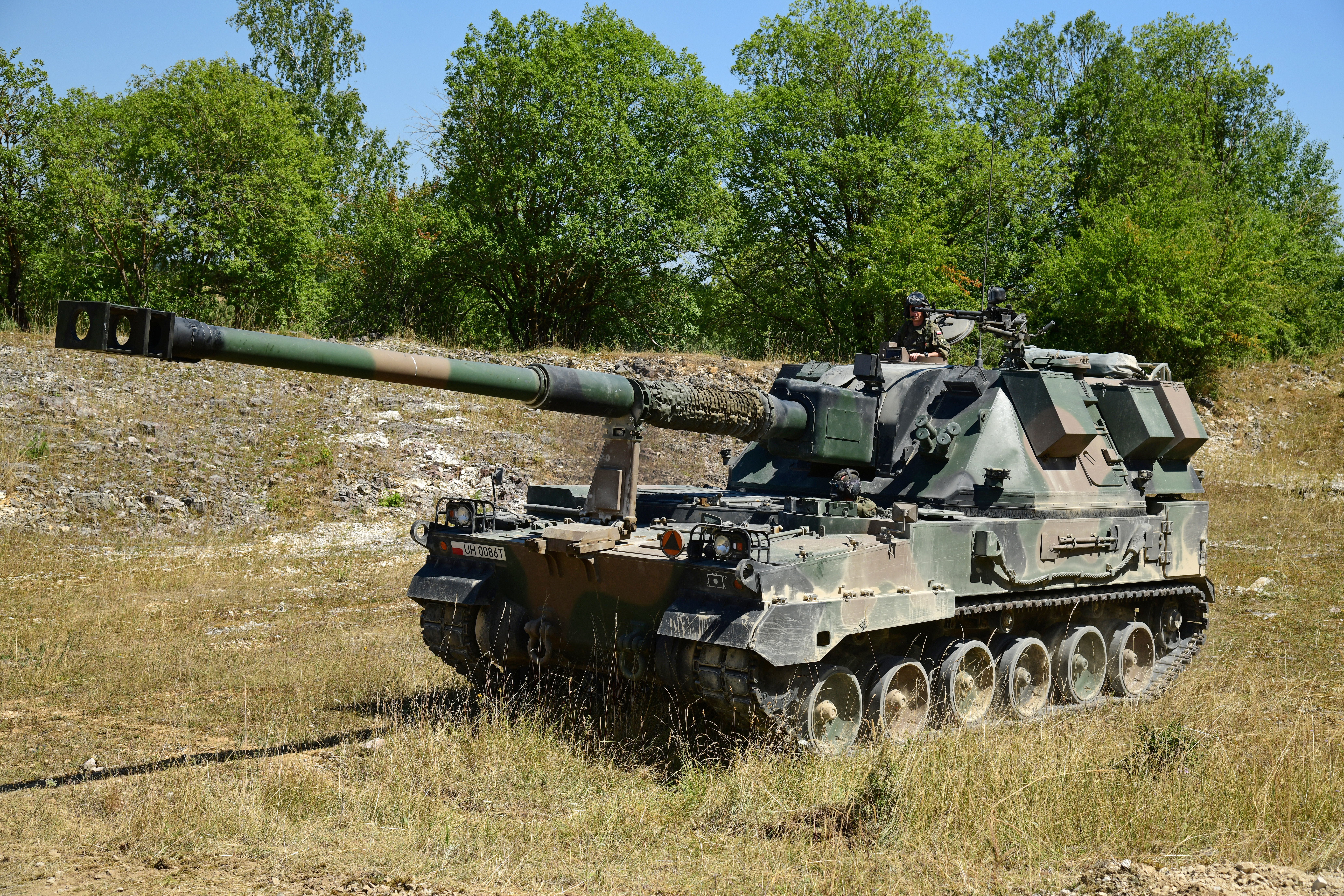
AHS Krab

- AS90: Standardversion für die Streitkräfte des Vereinigten Königreichs.
- AS90D (Desert): Umgerüstete AS90 auf Wüstenkonditionen, beinhaltet eine spezielle Kette für verringerten Verschleiß durch Wüstensand, Hitzeschutz für die Besatzung im Innenraum und zusätzliche Motorkühlung.
- AS90 „Braveheart“: Projekt zur Modernisierung der AS90, die mit einer verlängerten L/52-155-mm-Kanone ausgerüstet war. Dadurch wurde die Feuerreichweite von 30 km mit Standardmunition auf 40 km mit Projektilen mit Raketenantriebsunterstützung gesteigert. Das Projekt wurde abgebrochen.[1]
- AHS Krab: Polnische Panzerhaubitze mit dem „Braveheart“-Turm auf Basis eines modifizierten K9-Thunder-Chassis. Im Jahr 2007 wurden zwei Prototypen gefertigt und erfolgreich getestet. Insgesamt hatte die polnische Armee zu diesem Zeitpunkt einen Bedarf an 80 Krab.[1] Bis September 2023 wurden jedoch insgesamt 170 AHS Krab durch die Polen bestellt, von denen über 100 Systeme an die Ukraine zur Unterstützung im Krieg gegen Russland abgegeben wurden.[3][4]

## Einsätze

### Jugoslawienkriege
Die AS90 wurde in den 1990er Jahren in Bosnien und im Kosovo stationiert, um die Friedensbemühungen der NATO während der Jugoslawienkriege zu unterstützen.

### Irakkrieg
32 AS90 wurden auch während des Irakkriegs 2003 stationiert. Der Kommandant der britischen Landkomponente, General Brims, kommentierte ihre Leistungsfähigkeit wie folgt: „Ihre phänomenale Genauigkeit ging weit über alles hinaus, was man hätte erwarten können“. AS90 wurden während der Schlacht von Basra, einer der ersten Schlachten des Konflikts, zum Beschuss irakischer Mörserstellungen eingesetzt.

### Russischer Überfall auf die Ukraine

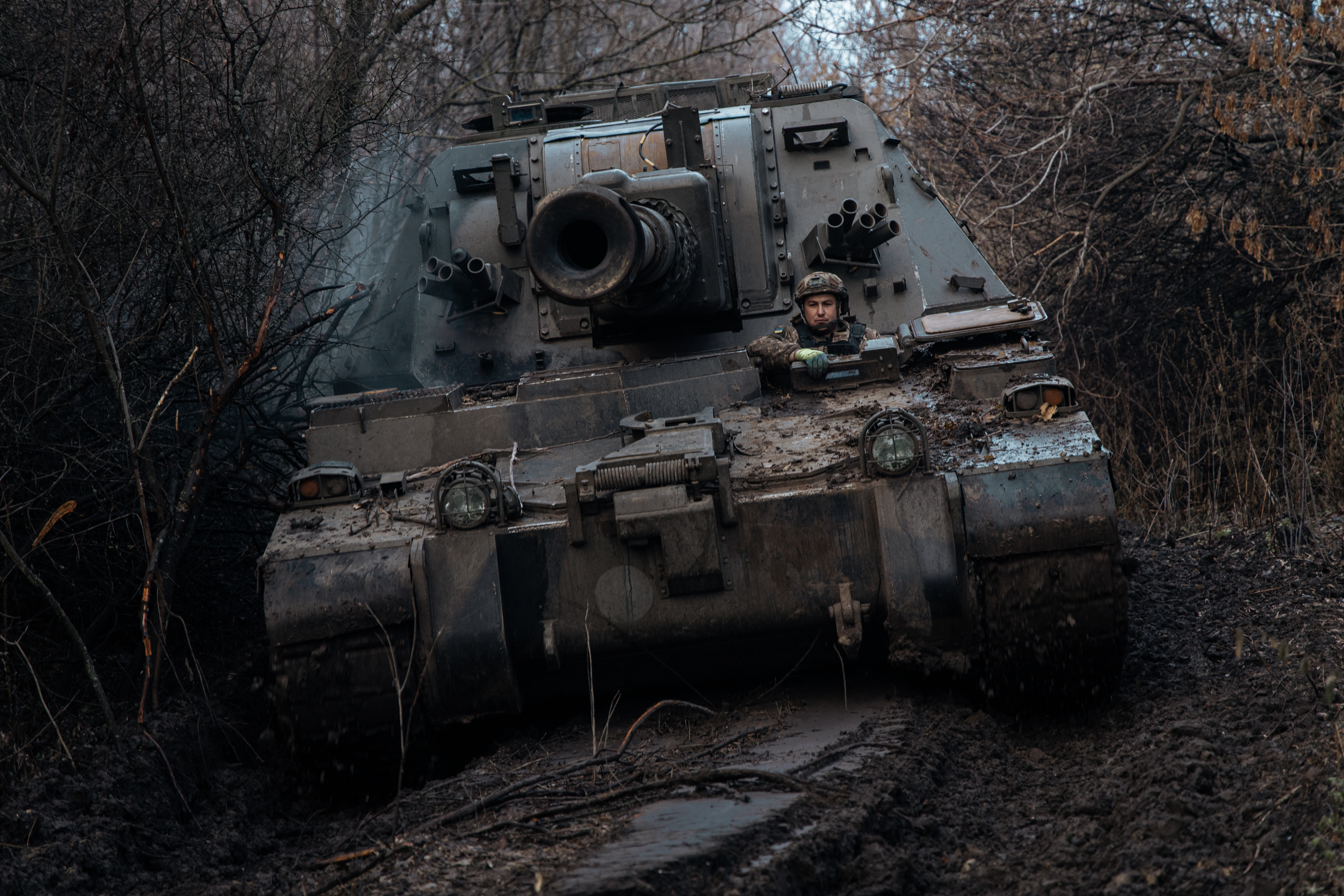
Ukrainische AS-90 im Dezember 2024

Während des Russischen Überfalls auf die Ukraine spendete im Jahr 2023 Großbritannien der Ukraine insgesamt 20 kampfbereite AS90 und 12 nicht funktionsfähige Ersatzmodelle. Der erste Kampfeinsatz erfolgte im Juni 2023. Nach Angaben der ukrainischen Streitkräfte übertrifft die AS90 ihre bestehenden Artilleriesysteme aus der Sowjetzeit wie die 2S1 Gwosdika und die 2S3 Akazija sowohl in Reichweite, als auch in Genauigkeit. Im Juli 2024 kündigte das britische Verteidigungsministerium ein neues Unterstützungspaket für die Ukraine an, das 10 AS90 sowie Unterstützung für zuvor geschenkte AS90 umfasst. Im Mai 2025 wurde bekannt, dass entgegen früherer Pläne, alle verbleibenden britischen AS90 an die Ukraine ausgeliefert wurden; bis Juli 2025 verzeichnete gemäß OSINT-Analysen die Ukraine Verluste von mindestens 19 Einheiten (13 zerstört und sechs beschädigt).

## Nutzerstaaten
- Ukraine – 68 (Im Rahmen der Auslandshilfen für die Ukraine aus britischen Beständen geliefert.[24])
- Vereinigtes Königreich – ursprünglich 179 Geschütze im Bestand, zuletzt 89, bis 2025 alle an die Ukraine abgegeben[25]